# Toirano
Toirano is een gemeente in de Italiaanse provincie Savona (regio Ligurië) en telt 2253 inwoners (31-12-2004). De oppervlakte bedraagt 18,6 km², de bevolkingsdichtheid is 116 inwoners per km².

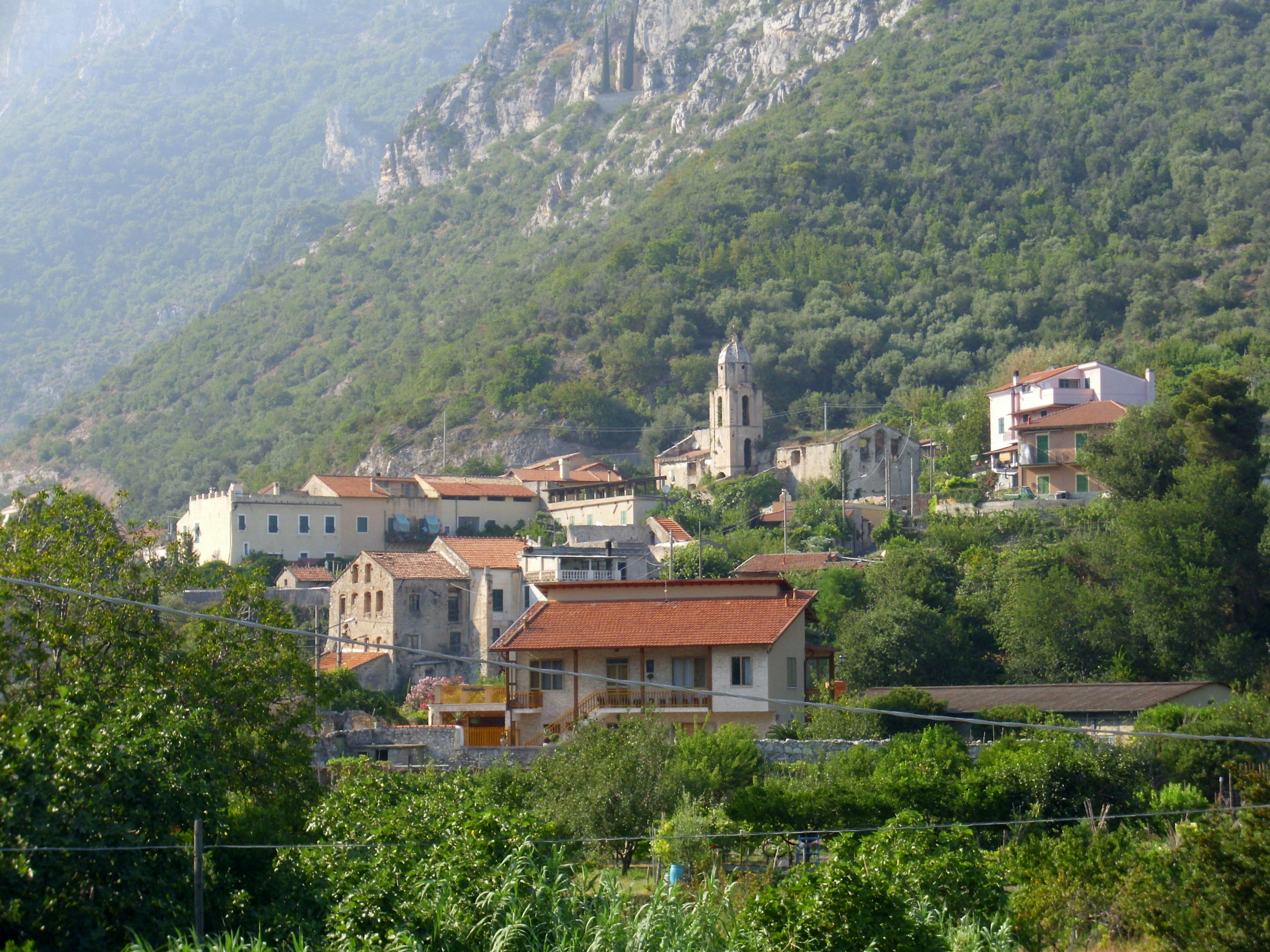
Toirano
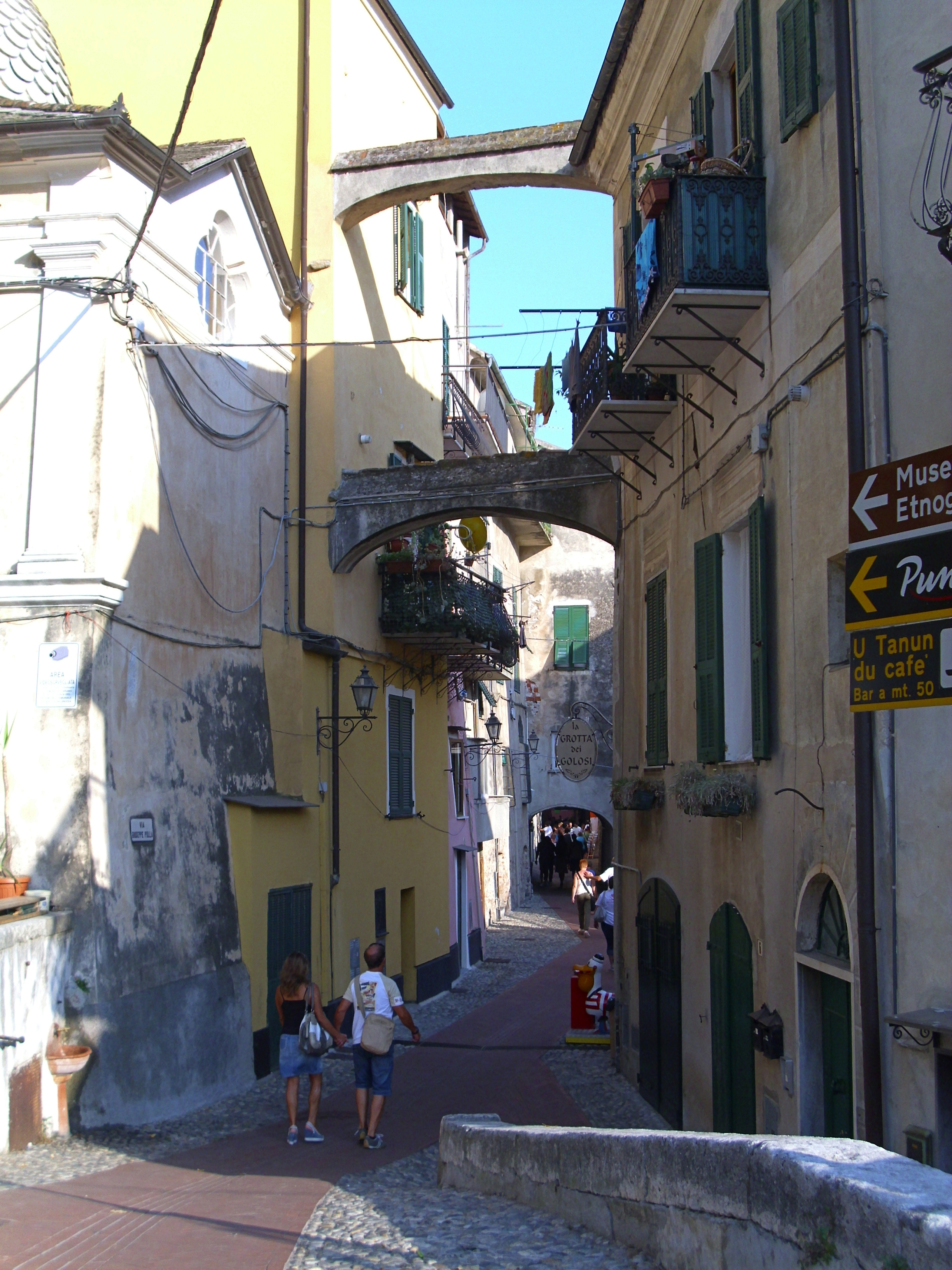
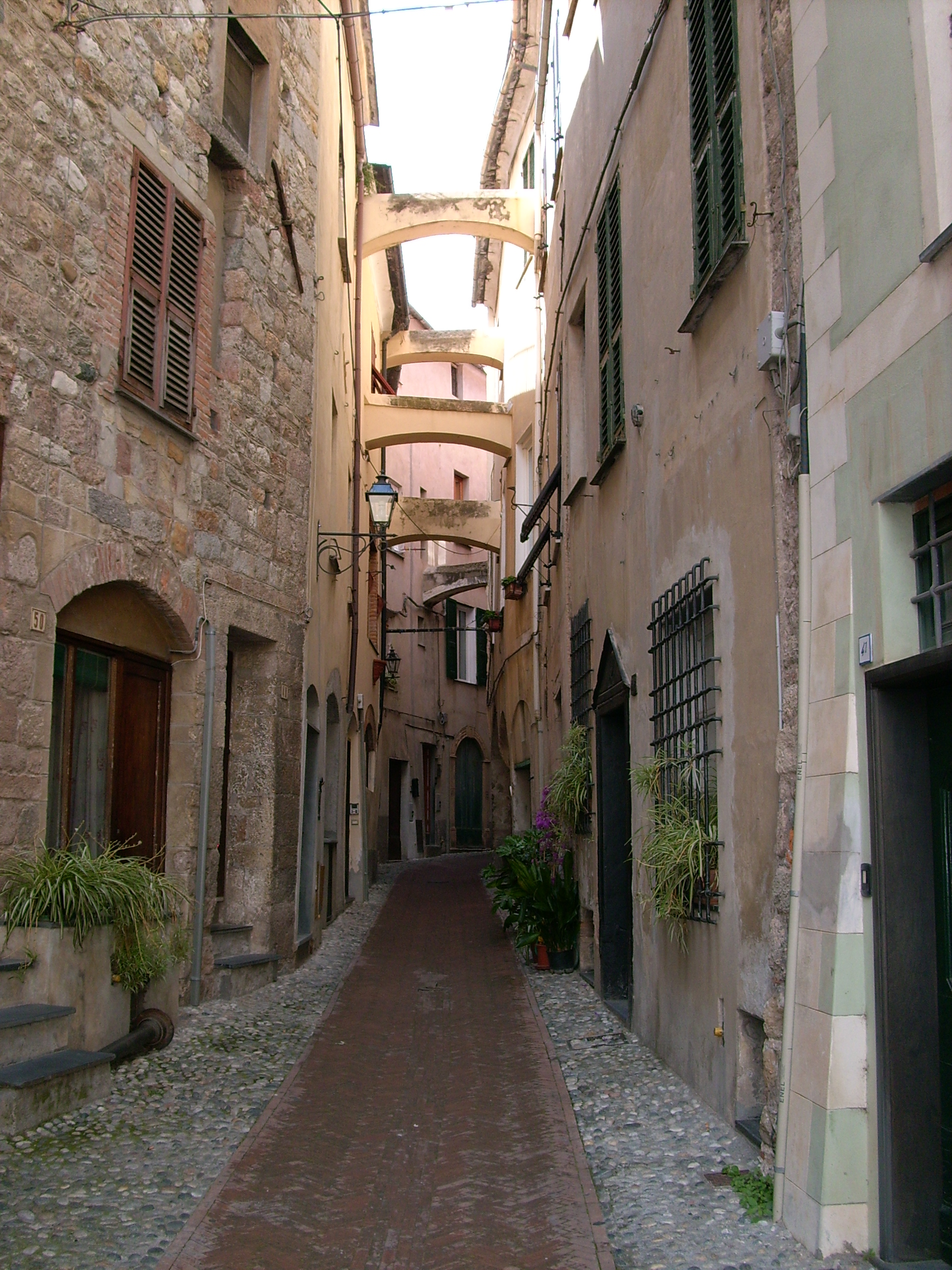
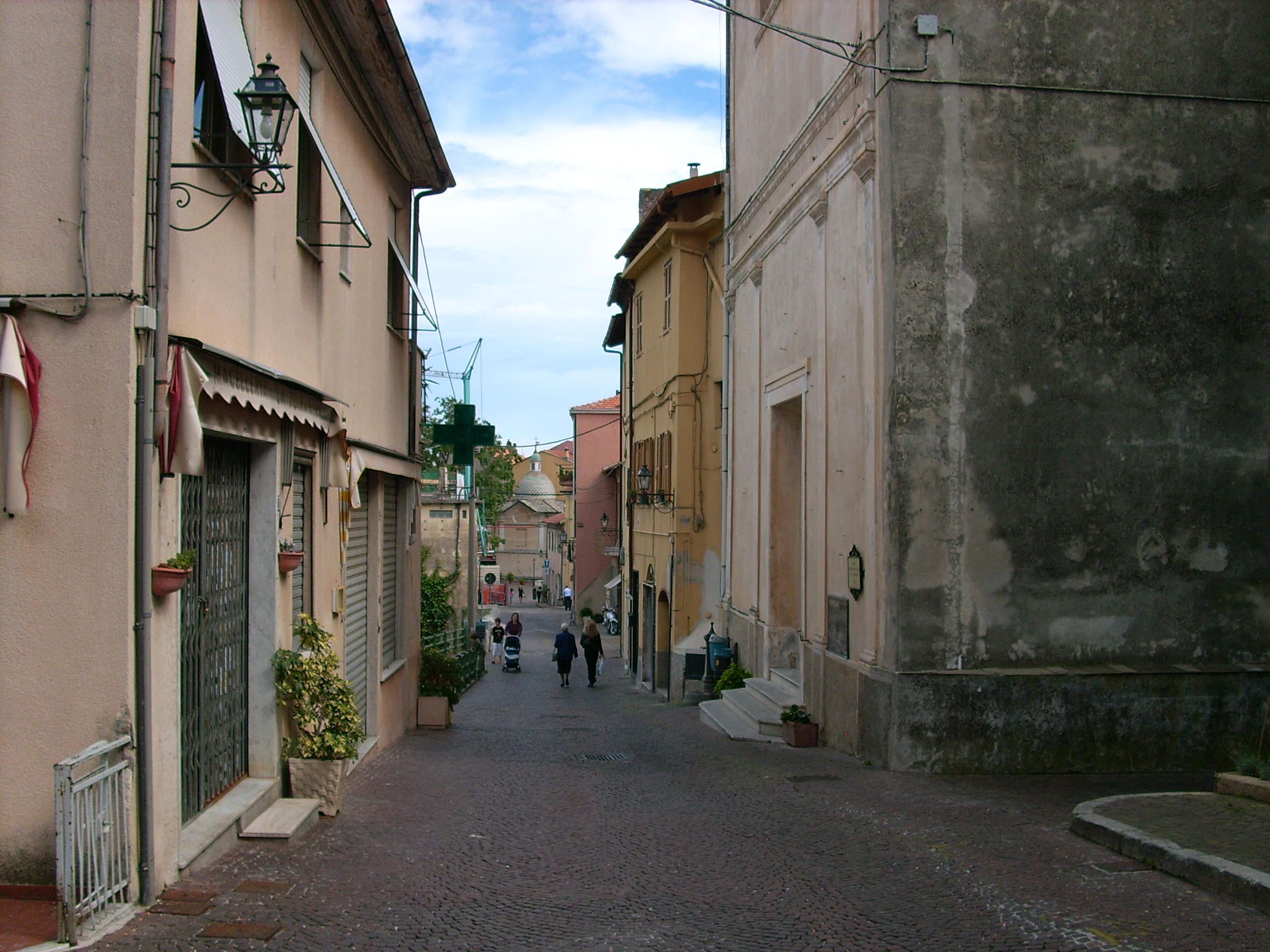
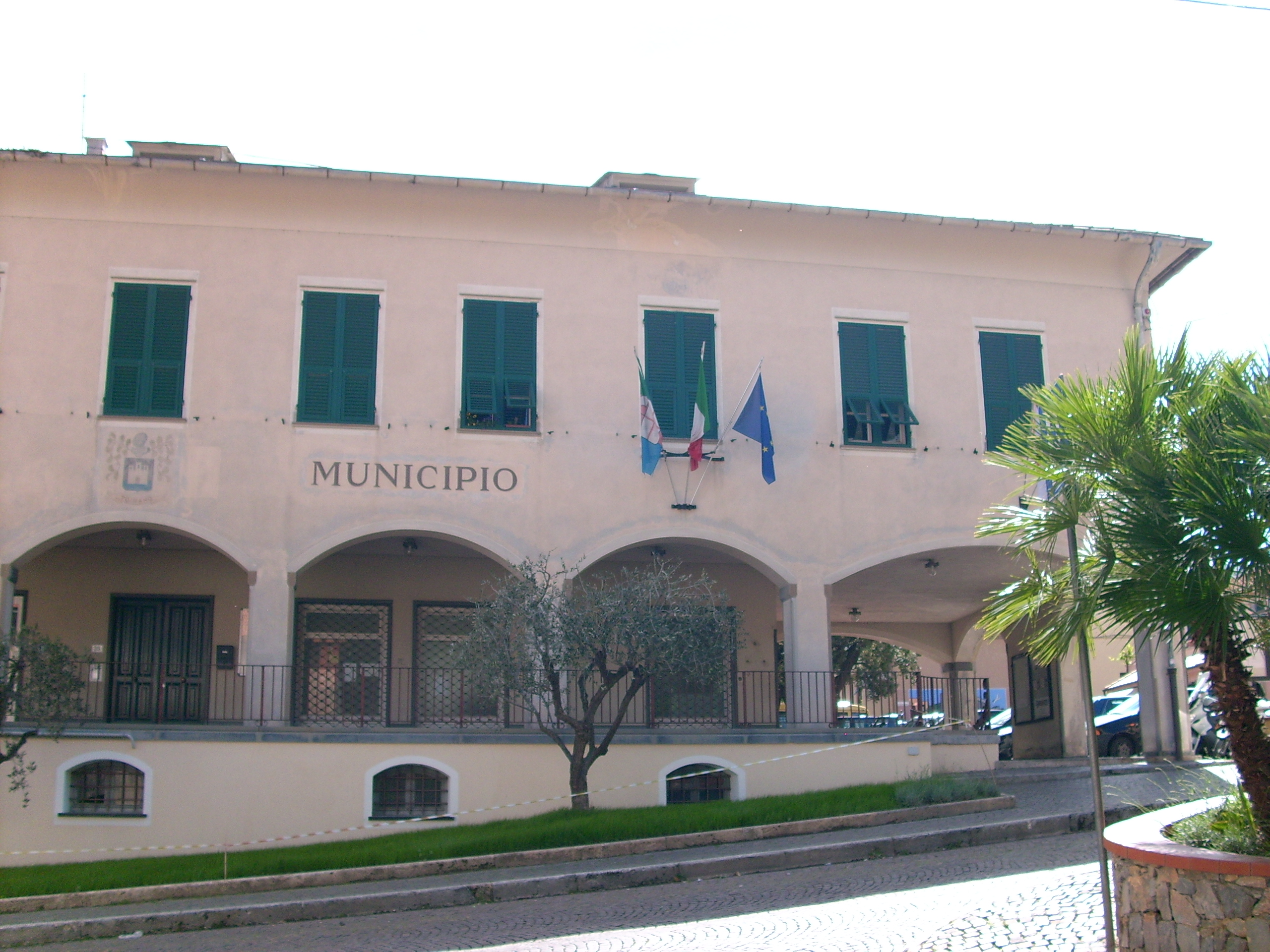
Gemeentehuis

## Demografie
Toirano telt ongeveer 1010 huishoudens. Het aantal inwoners steeg in de periode 1991-2001 met 15,7% volgens cijfers uit de tienjaarlijkse volkstellingen van ISTAT.
| Jaar | Inwoneraantal |
| ---- | ------------- |
| 1991 | 1806          |
| 2001 | 2089          |

## Geografie
De gemeente ligt op ongeveer 38 m boven zeeniveau.
Toirano grenst aan de volgende gemeenten: Balestrino, Bardineto, Boissano, Borghetto Santo Spirito, Castelvecchio di Rocca Barbena, Ceriale.